# Mercury Eight
La Mercury Eight était une automobile américaine produite par le constructeur américain Mercury, filiale de Ford Motor Company. Ce fut le tout premier modèle commercialisé par Mercury, qui se positionnait sur le marché de milieu de gamme, entre les modèles Ford et Lincoln. La Mercury Eight fut produite en trois séries distinctes : de 1939 à 1940, de 1940 à 1942, et de 1946 à 1948, avec une interruption durant la Seconde Guerre mondiale, ainsi qu'une dernière série de 1949 à 1951.
Conçue pour rivaliser avec les Pontiac et Buick du groupe General Motors, ainsi qu'avec les modèles de Chrysler, la Mercury Eight avait pour objectif de permettre au groupe Ford de reconquérir une clientèle plus aisée. Cette clientèle jugeait les modèles Ford trop populaires et les modèles Lincoln hors de prix.
Les modèles des années 1941-1942 et 1946-1951 partageaient de nombreux éléments avec les Ford contemporaines (notamment les Ford de 1941 et, dans une moindre mesure, celles de 1949). Les Lincoln EL des années 1949-1951 s'inspirèrent également de la Mercury Eight.
Ainsi, la Mercury Eight a joué un rôle crucial dans la stratégie de Ford visant à combler le fossé entre ses modèles populaires et ses modèles de luxe, en offrant une alternative attrayante et abordable aux consommateurs recherchant un véhicule de milieu de gamme.

## Genèse

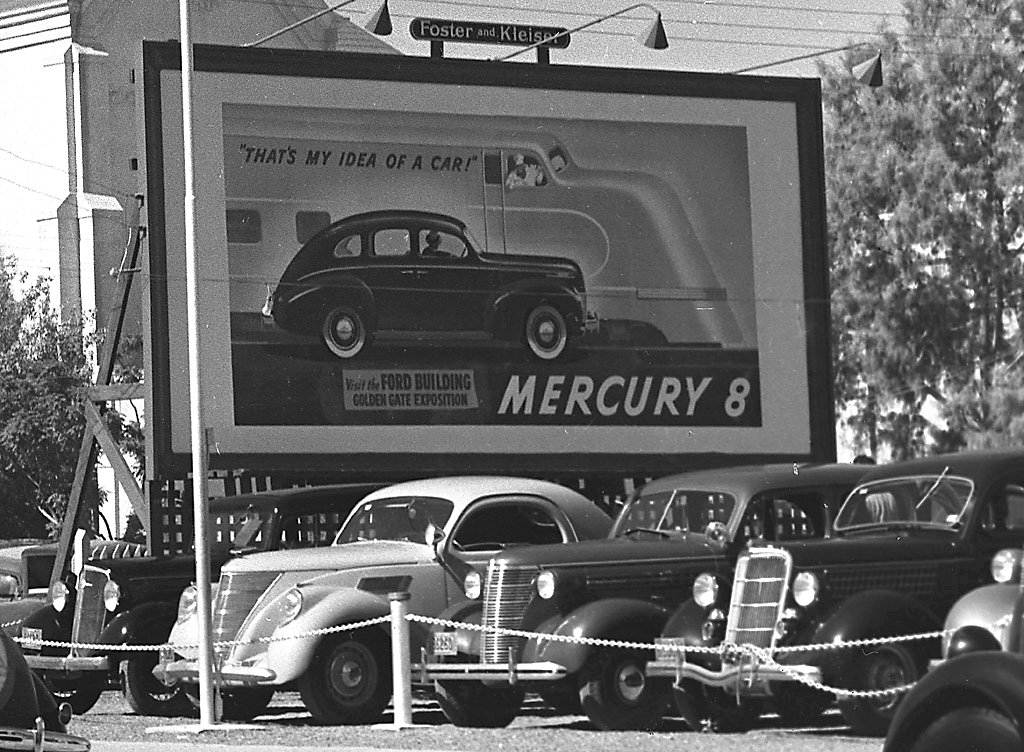
Panneau publicitaire Mercury en 1939.

Bien qu'omniprésent dans l'histoire américaine grâce à la Ford T, qui a popularisé l'automobile motorisée, le groupe Ford jouissait, à la fin des années 1930, d'une image de constructeur de voitures populaires peu attrayantes pour les citoyens les plus aisés, et ce, malgré un chiffre d'affaires important. Depuis 1922, le groupe Ford contrôlait la marque Lincoln, spécialisée dans les modèles de grand luxe. Cependant, le segment des voitures de milieu de gamme, moins onéreuses, restait dominé par la concurrence, notamment General Motors, Chrysler et plusieurs constructeurs indépendants, dont Hudson.
Pour combler ce vide, Edsel Ford introduisit d'abord les Lincoln-Zephyr en 1936. Ces automobiles, équipées de moteurs V12 et destinées à une clientèle haut de gamme, rencontrèrent un succès notable, représentant 80 % des ventes de Lincoln cette année-là. Dans le but de proposer une gamme complète allant de la Ford standard à 6 cylindres à la limousine Lincoln K-Series, une nouvelle marque, nommée Mercury, fut lancée en 1939. Les publicités de l'époque mettaient en avant l'économie à l'achat et à l'usage de cette nouvelle marque par rapport aux concurrents proposant des véhicules de luxe comparables.

## Première génération (1939-1940)

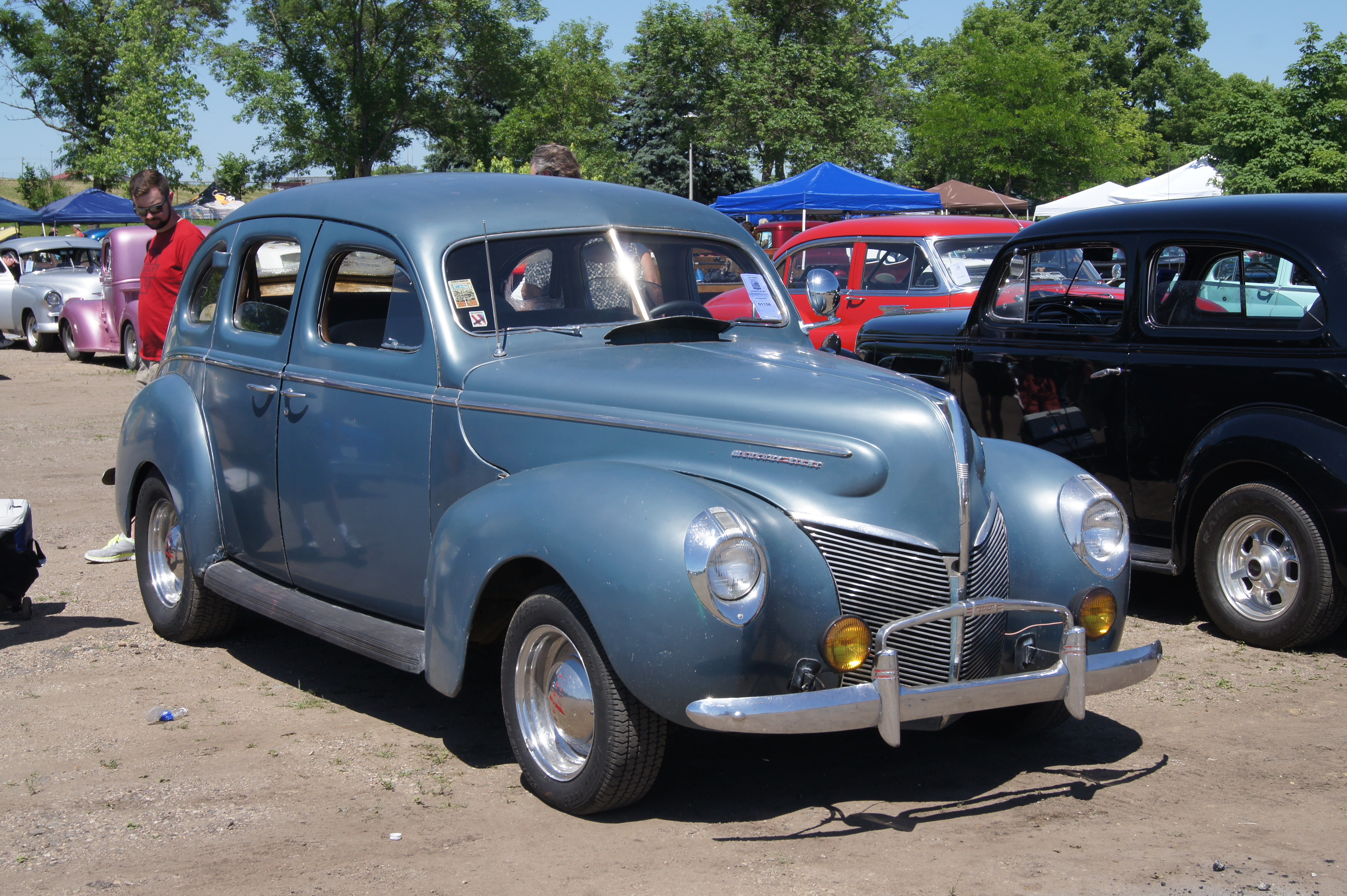
Mercury Eight sedan de 1940.

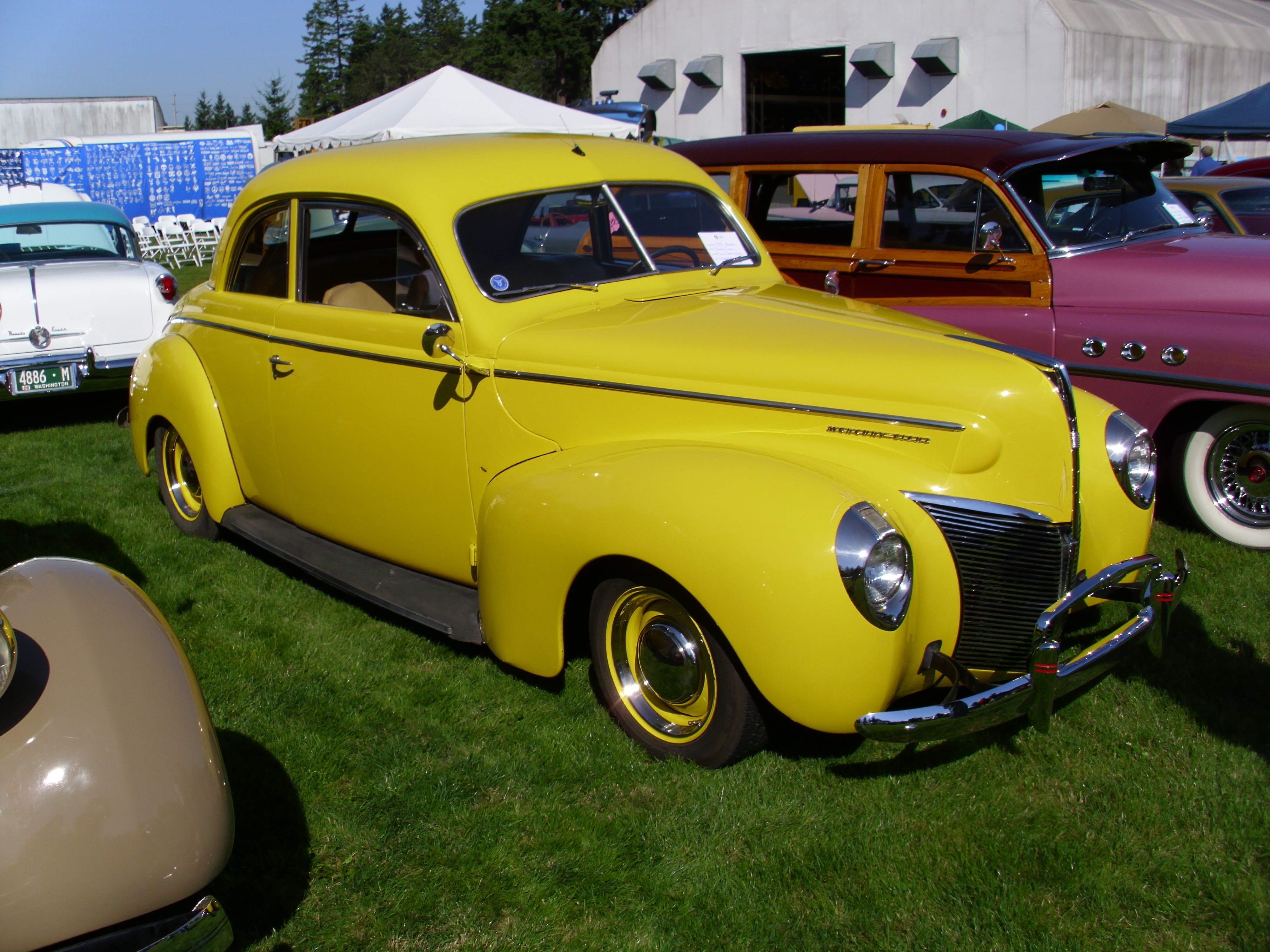
Coupé.

Les modèles des années 1939-1940 ne furent appelés "Eight" que rétrospectivement, lorsque ceux de 1941 adoptèrent officiellement ce nom avec des marquages spécifiques sur les chromes de la carrosserie. Ces véhicules possédaient un empattement de 2946 millimètres, contre 2844 millimètres pour les modèles Ford Standard et Deluxe, et étaient disponibles en quatre types de carrosserie :
- Berline 4 portes
- Berline 2 portes
- Coupé 2 portes (avec un montant très fin, rappelant les coupés Hayes du groupe Chrysler)
- Cabriolet 2 portes

Le modèle de 1940 introduisit une nouvelle calandre et comprit également des phaétons 4 portes, disponibles uniquement cette année-là.
Ces modèles rencontrèrent un succès notable auprès de la clientèle, avec 75 000 exemplaires vendus en 1939 et 81 000 en 1940, bien que ces chiffres soient inférieurs à ceux de la plupart des marques concurrentes ciblées.

## Deuxième génération (1941-1948)
La carrosserie des Ford de 1941 est presque intégralement reprise et combinée à un châssis Ford allongé à 2 997 mm, uniquement à l'avant du pare-brise. Les ailes sont spécifiques aux modèles Mercury, qui sont les seules à proposer des Tudor dotées d'une glace de custode à l'arrière. Un nouveau break Woody, semblable à celui des Ford, fait également son apparition.
L'avant des Mercury de 1941 se distingue par un design épuré avec deux grilles rectangulaires. Le modèle de 1942, produit pendant une courte période, se caractérise par une calandre beaucoup plus opulente, avec deux larges grilles superposées occupant presque toute la largeur (les barres chromées du bas s'étendant même sous les phares) ainsi que deux antibrouillards carrés situés près du capot. La bande chromée sur les flancs se dédouble.

Les Mercury des années 1946, 1947 et 1948 présentent peu de différences entre elles. Elles partagent notamment une nouvelle calandre qui reprend la disposition générale des Mercury de 1942, mais avec une grille en cascade composée de neuf panneaux (celui du centre, plus épais, portant l'inscription "Mercury Eight") et une seconde grille basse et étroite, divisée en deux au centre. Les ailes conservent leurs doubles bandes chromées et l'avant est toujours équipé d'antibrouillards rectangulaires, souvent retirés sur les modèles restaurés car jugés inesthétiques.

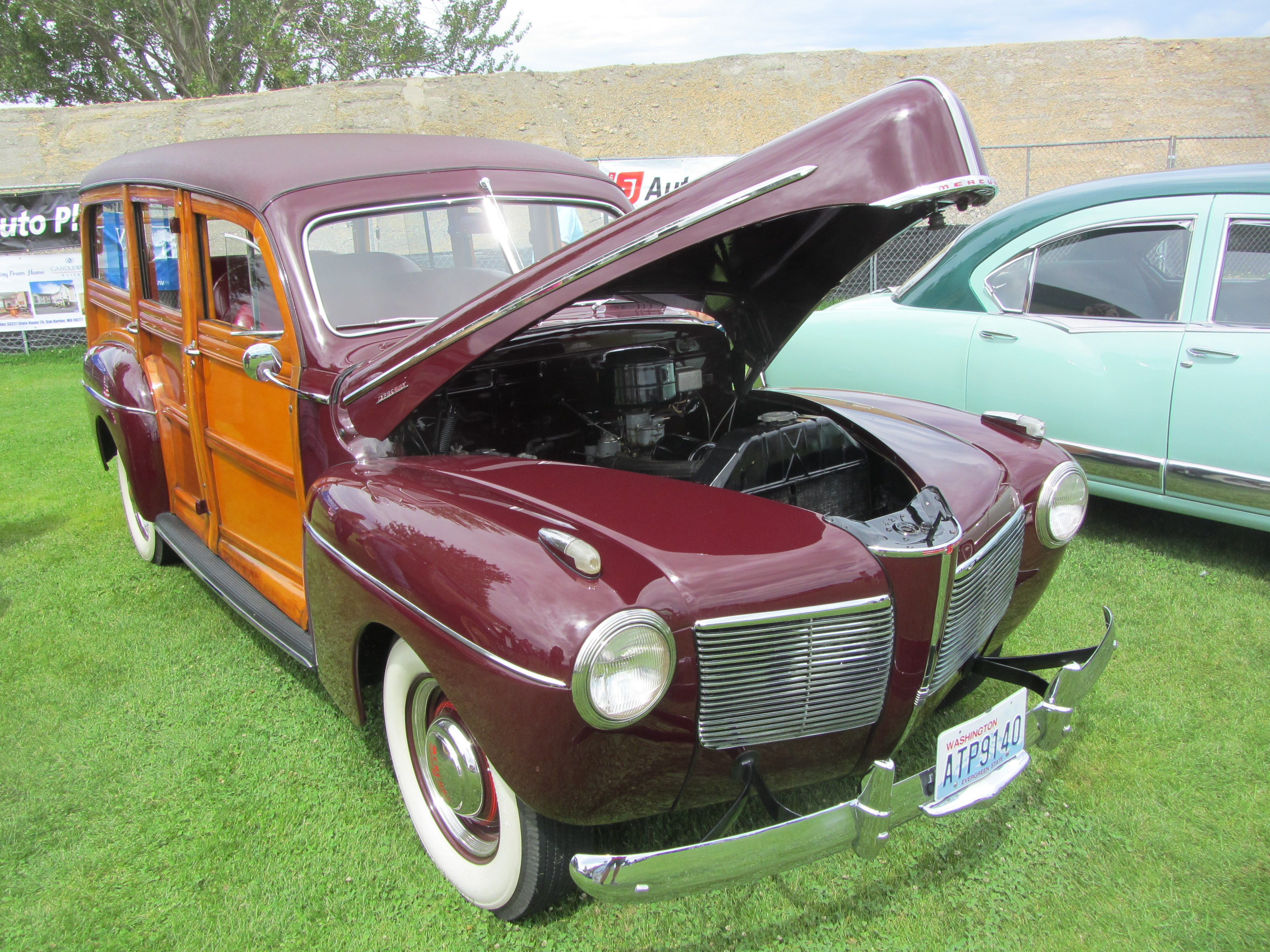
Break Woody de 1941.
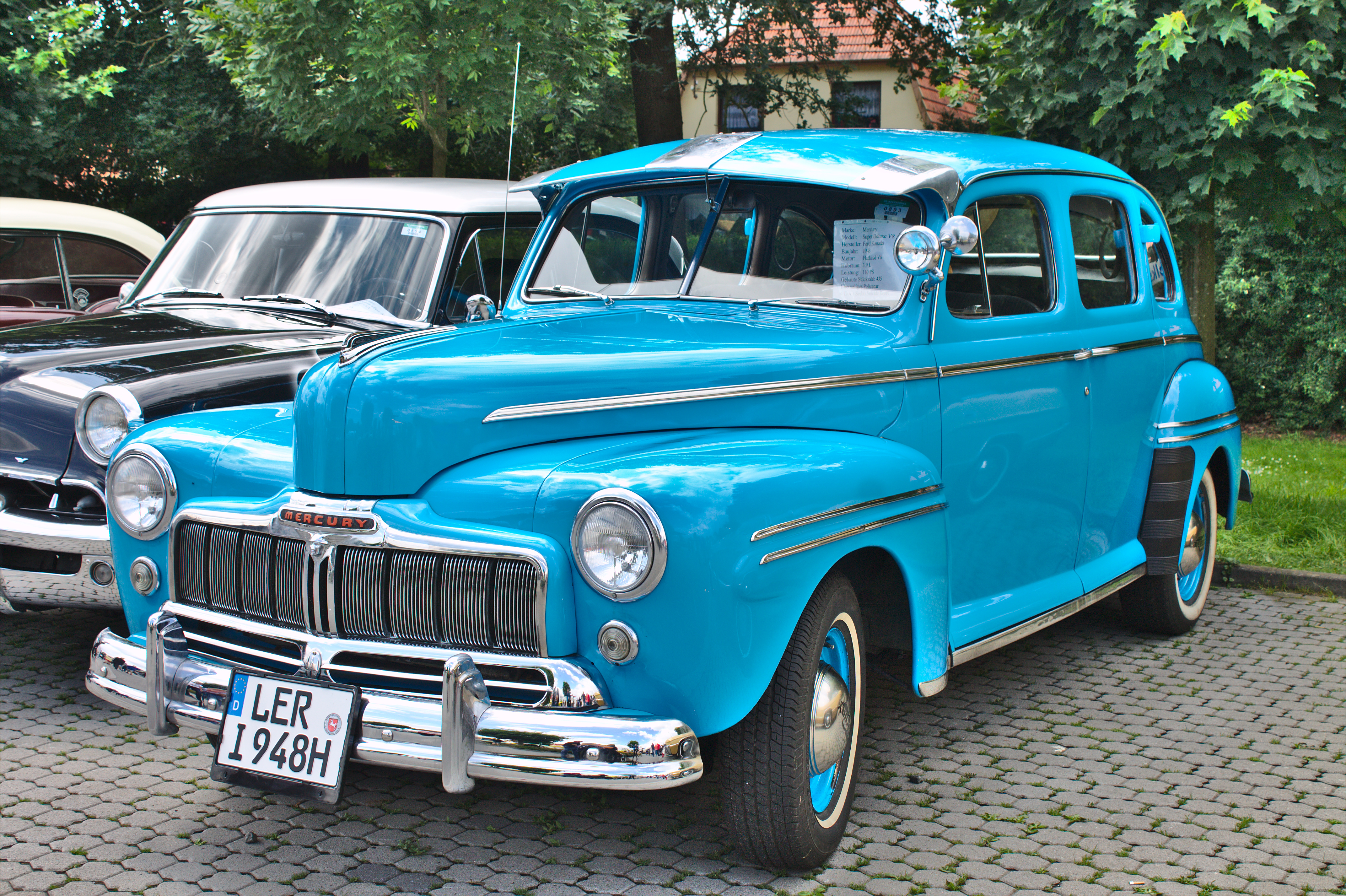
Sedan 4 portes (1946-48).
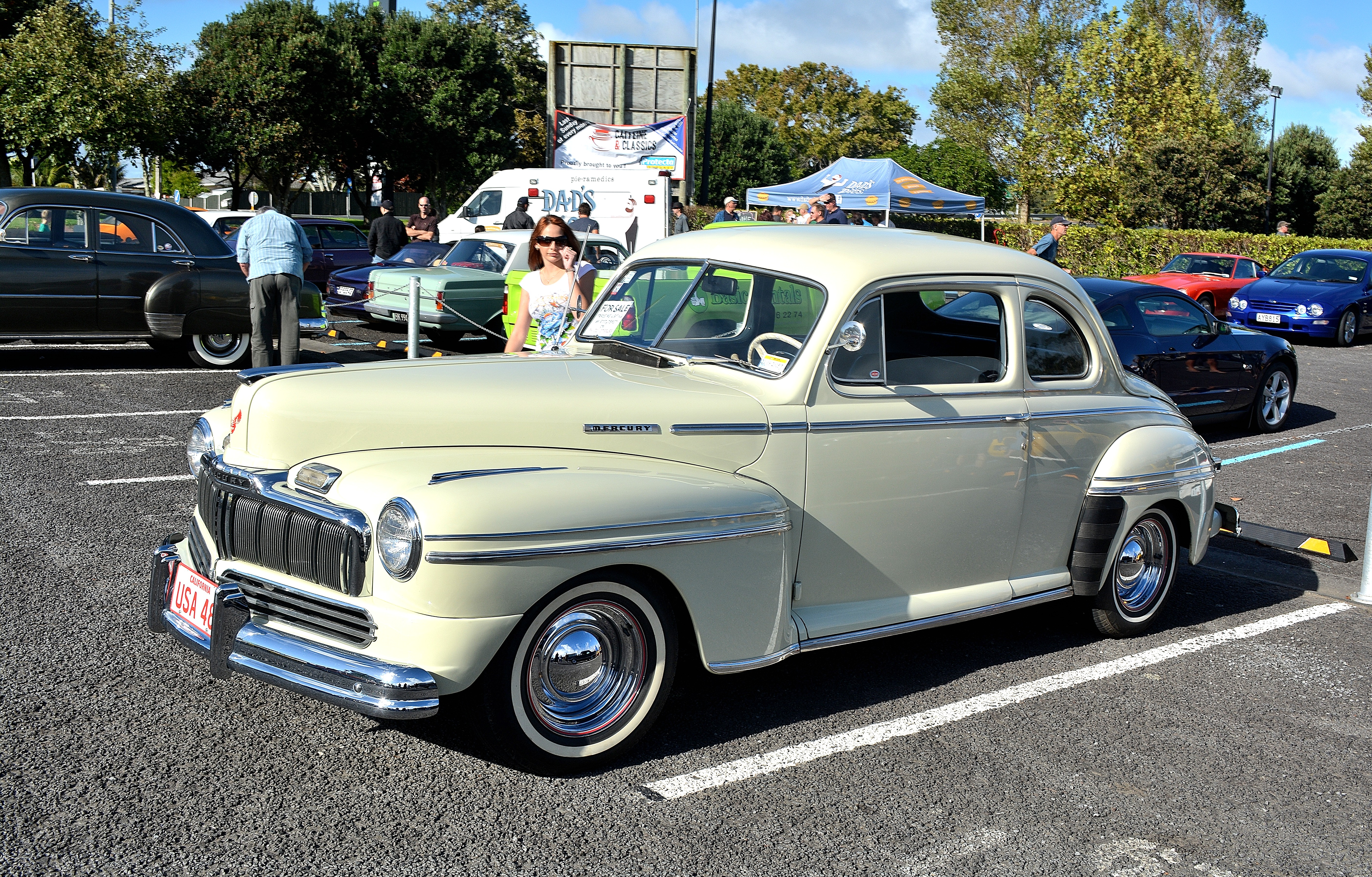
Coupe (1948).

## Troisième génération (1949-1951)
Pour l'année 1949, un nouveau modèle plus large était initialement prévu pour Mercury. Cependant, une permutation de dernière minute a conduit à l'intégration de ce modèle dans la gamme Lincoln, sous le nom de Lincoln EL, une voiture de taille intermédiaire. Le modèle initialement destiné à Ford est ainsi devenu la nouvelle Mercury Eight 1949, conséquence du choix de Ford pour un véhicule plus petit.
Les premières esquisses de ce modèle avaient été réalisées par Eugene "Bob" T. Gregoire avant le décès d'Edsel Ford en 1943. Utilisant un empattement de 118 pouces, ces esquisses introduisent un châssis renforcé en X et une carrosserie à trois volumes (ponton) avec des ailes en grande partie intégrées. Ce modèle est également doté d'une nouvelle version du moteur V8 Flathead, développant 110 chevaux.
Les carrosseries de la Mercury Eight 1949 n'incluent plus de berlines deux portes, remplacées par des coupés clubs. En plus de la berline quatre portes et du cabriolet, un break woody, avec des panneaux latéraux communs aux futurs modèles Country Squire, est également proposé.
La calandre du modèle 1949 se distingue par une barre creuse percée de nombreuses ouvertures et un montant central. En 1950, la calandre reprend cette disposition de manière accentuée. Une nouvelle version apparaît également pour répondre au succès des hardtops de General Motors : la Monterey, qui est essentiellement un coupé club avec un toit en vinyle et des intérieurs plus luxueux.
La gamme Mercury de 1951 reste identique à celle de 1950, bien que Ford ait introduit un coupé hardtop (les Custom Deluxe Victoria).

En 1952, les Mercury Eight sont entièrement renouvelées et prennent le nom de Mercury Monterey ou Mercury Custom pour les versions moins luxueuses.

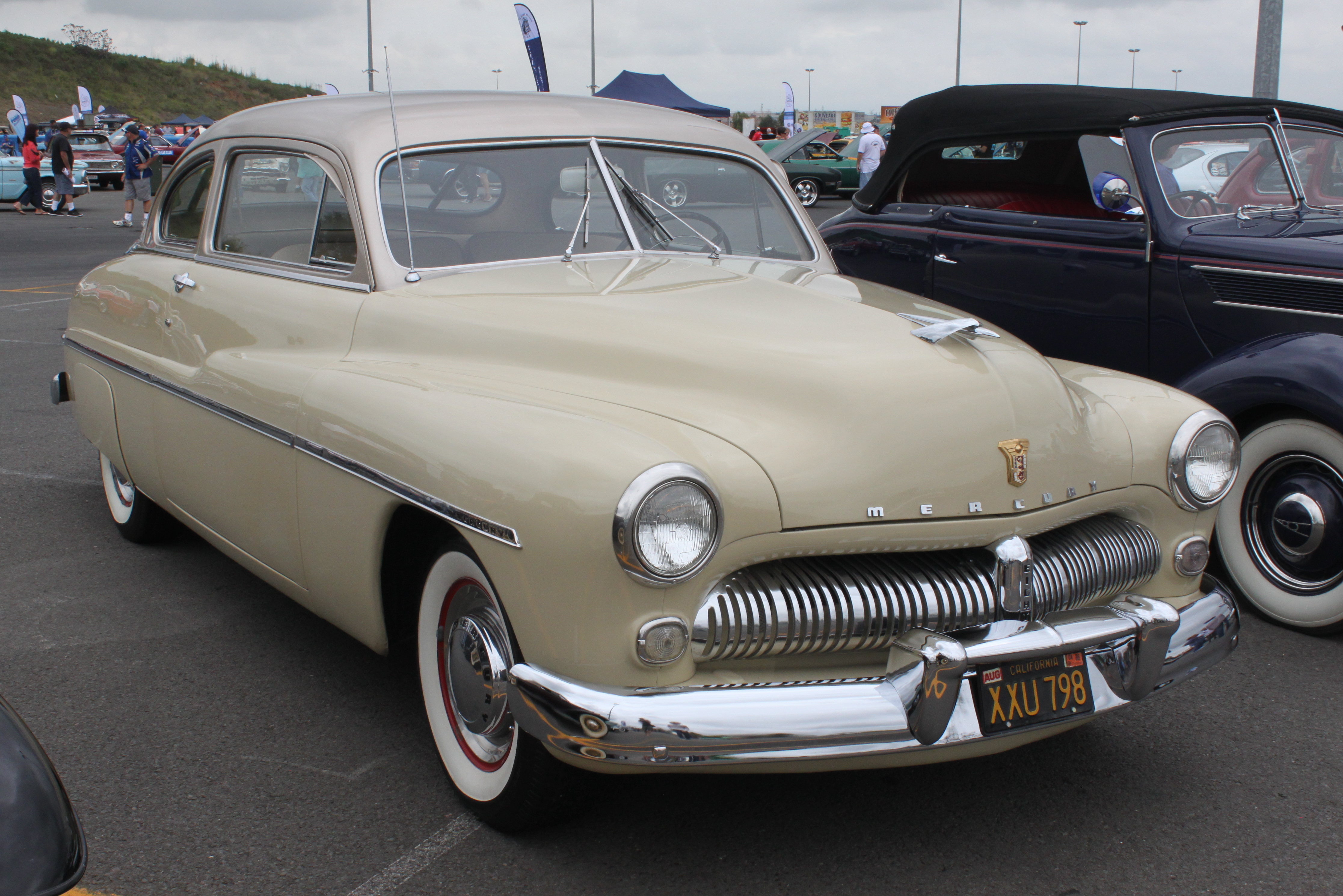
Coupé (1949).
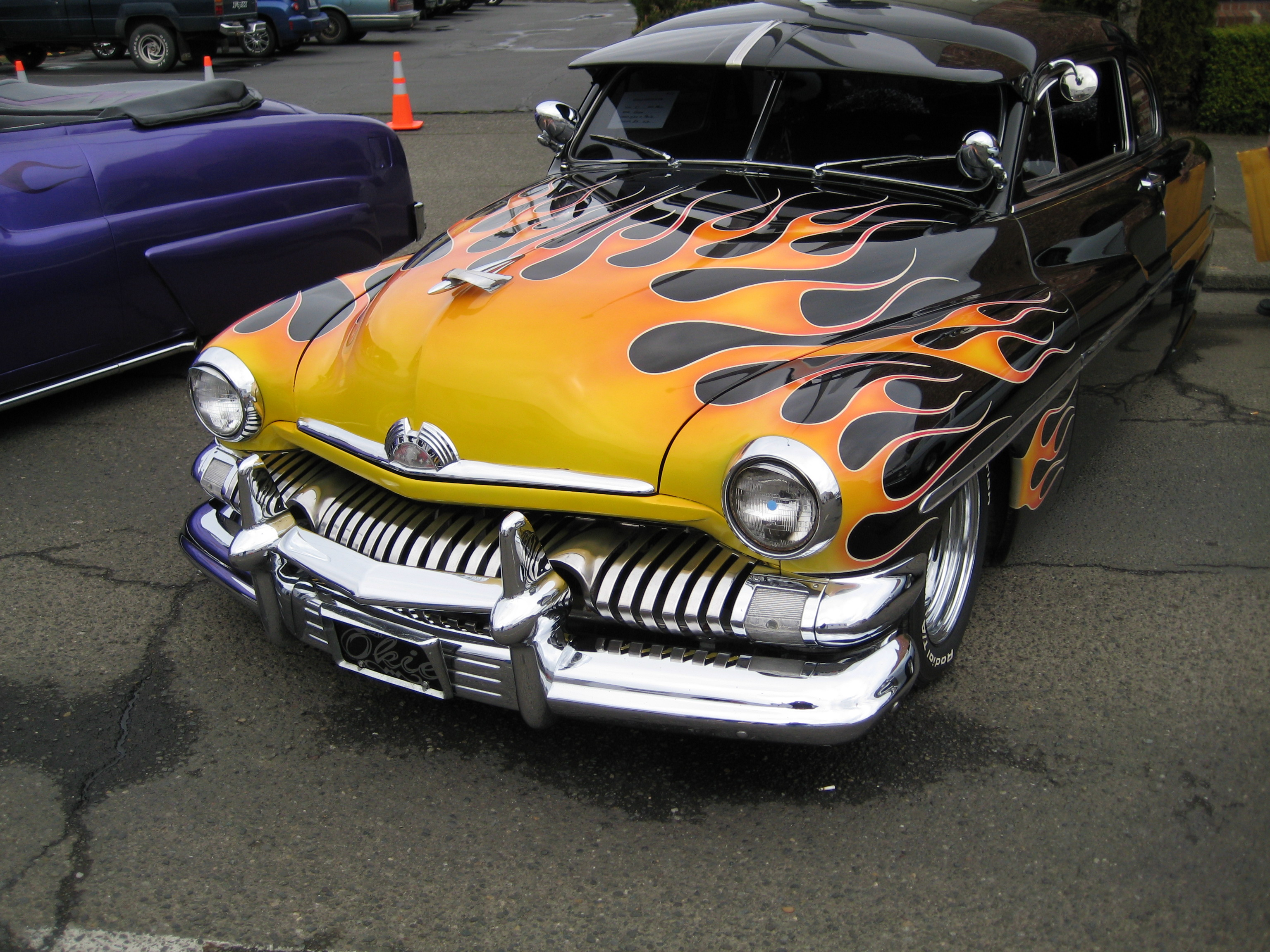
Custom.
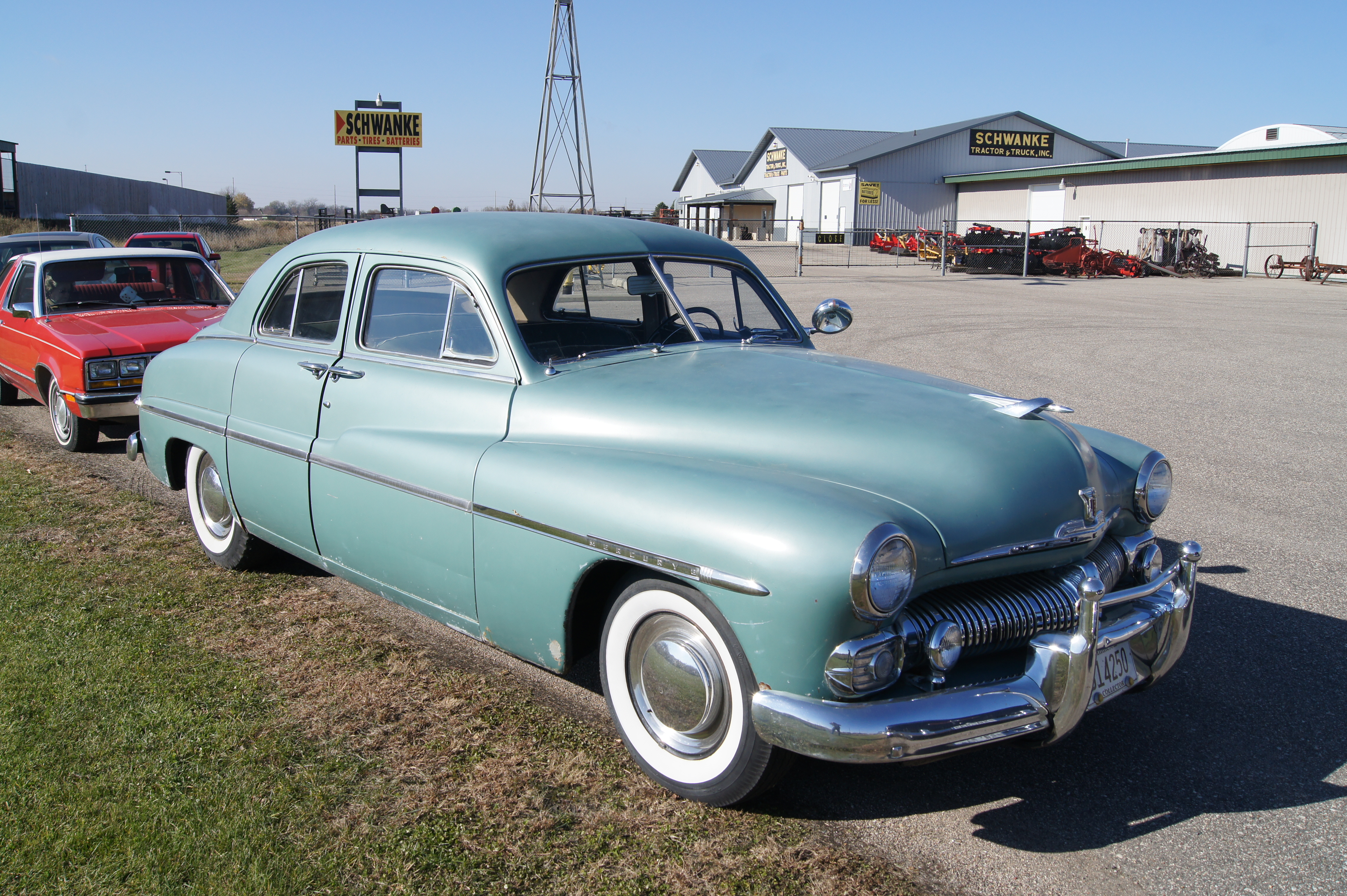
Sedan (1950).
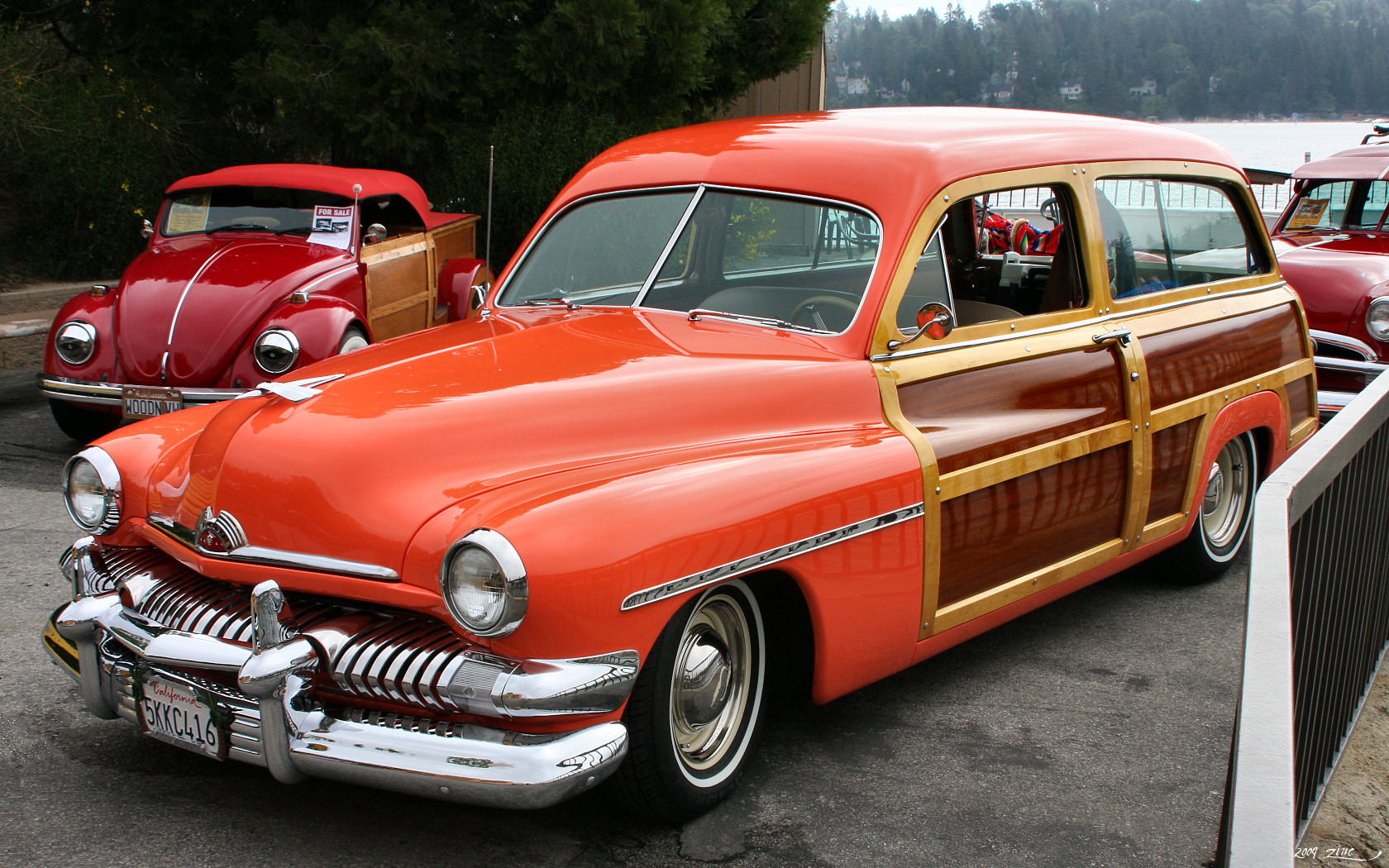
Break Woody (1951).
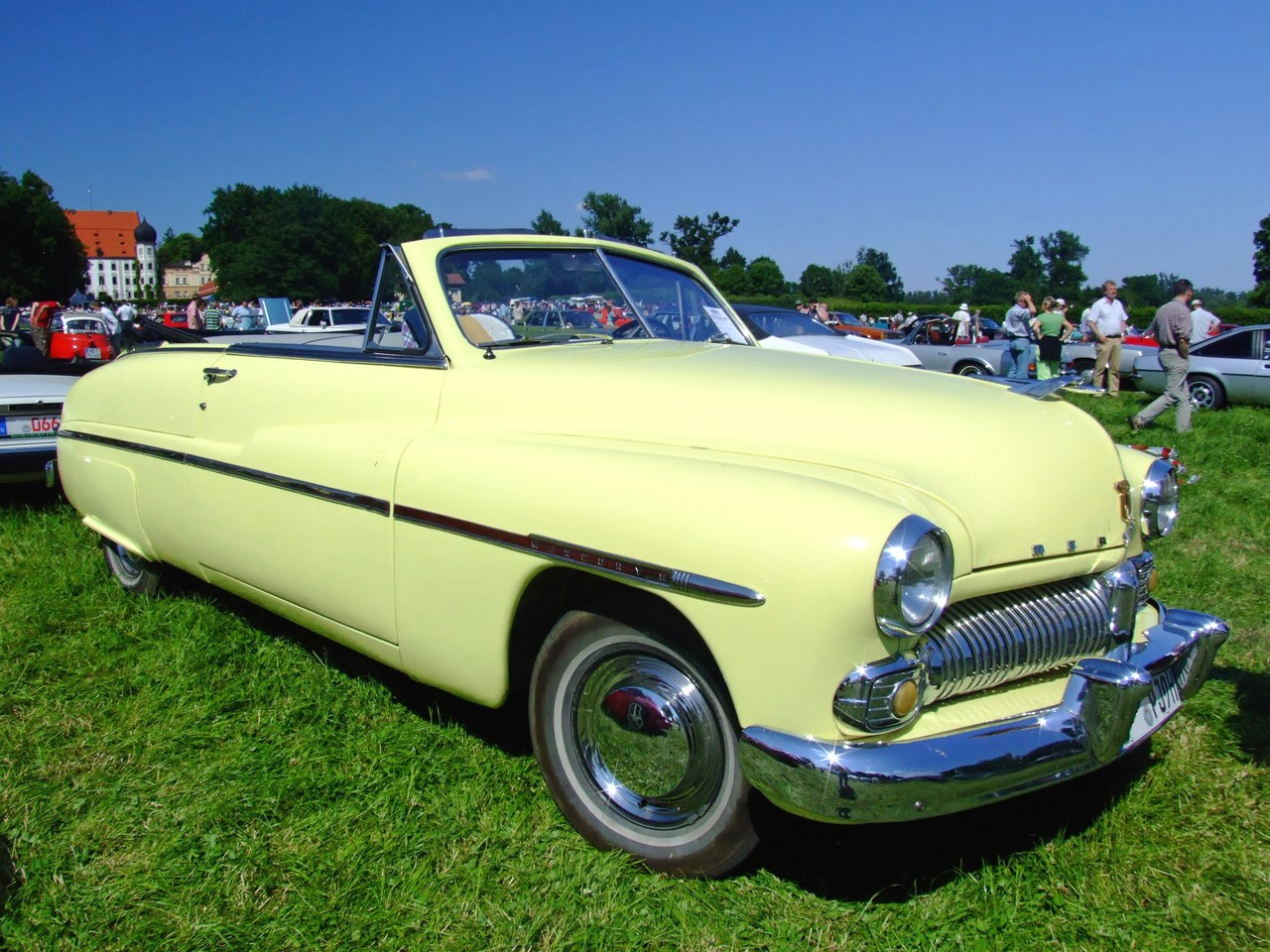
Cabriolet (1950).

## Versions canadiennes
Au Canada, de nombreuses petites localités ne disposaient que d'un concessionnaire Ford, souvent perçu comme bas de gamme, où étaient également vendues des automobiles Mercury. Après la Seconde Guerre mondiale, le groupe Ford a entrepris de créer un réseau de distribution distinct pour les marques Lincoln et Mercury, soit par l'ouverture de nouvelles concessions, soit par la reprise des concessions existantes de Lincoln. Cependant, ces véhicules plus luxueux se vendaient peu.
Pour permettre aux concessionnaires Mercury de proposer des véhicules bon marché ainsi que des utilitaires, le groupe Ford a produit, entre 1946 et 1948, des modèles Mercury 114. Ces véhicules étaient dotés de carrosseries Ford, mais arborant une calandre et des ornements propres à la marque Mercury.
Inversement, les concessions Ford offraient à leur clientèle plus aisée des modèles Monarch, dérivés des Mercury Eight. Ces véhicules présentaient une calandre plus proche de celle des modèles Ford correspondants.
Pour accentuer cette distinction via un marketing spécifique, Ford crée en 1949 la marque Meteor qui reprenait les carrosseries des modèles Ford contemporains avec des éléments de décoration spécifiques ou empruntés à Mercury et Monarch (en), combinant les carrosseries des Mercury Eight avec des éléments spécifiques pour en faire des Ford plus luxueuses.

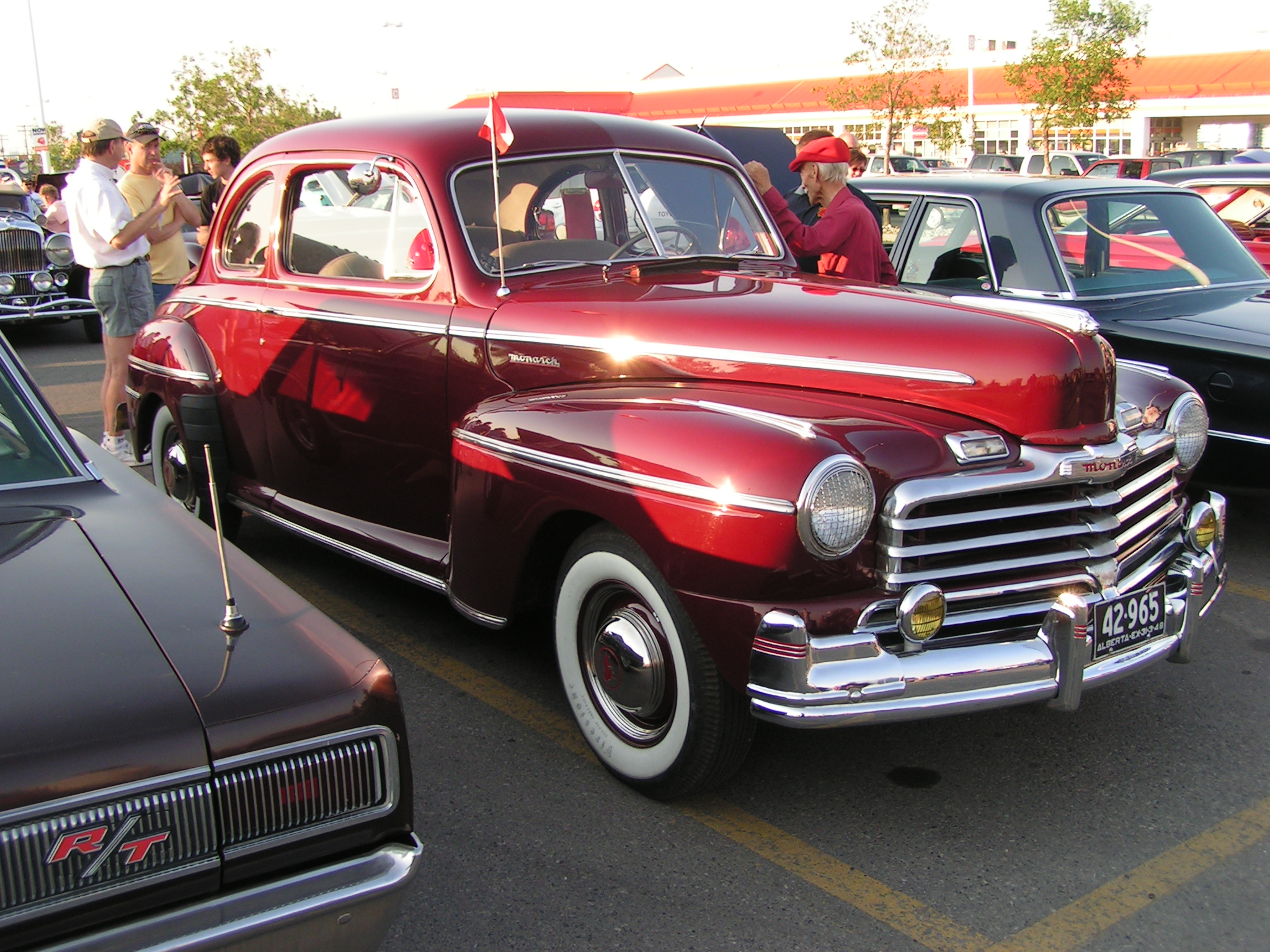
Monarch coupé 1948.
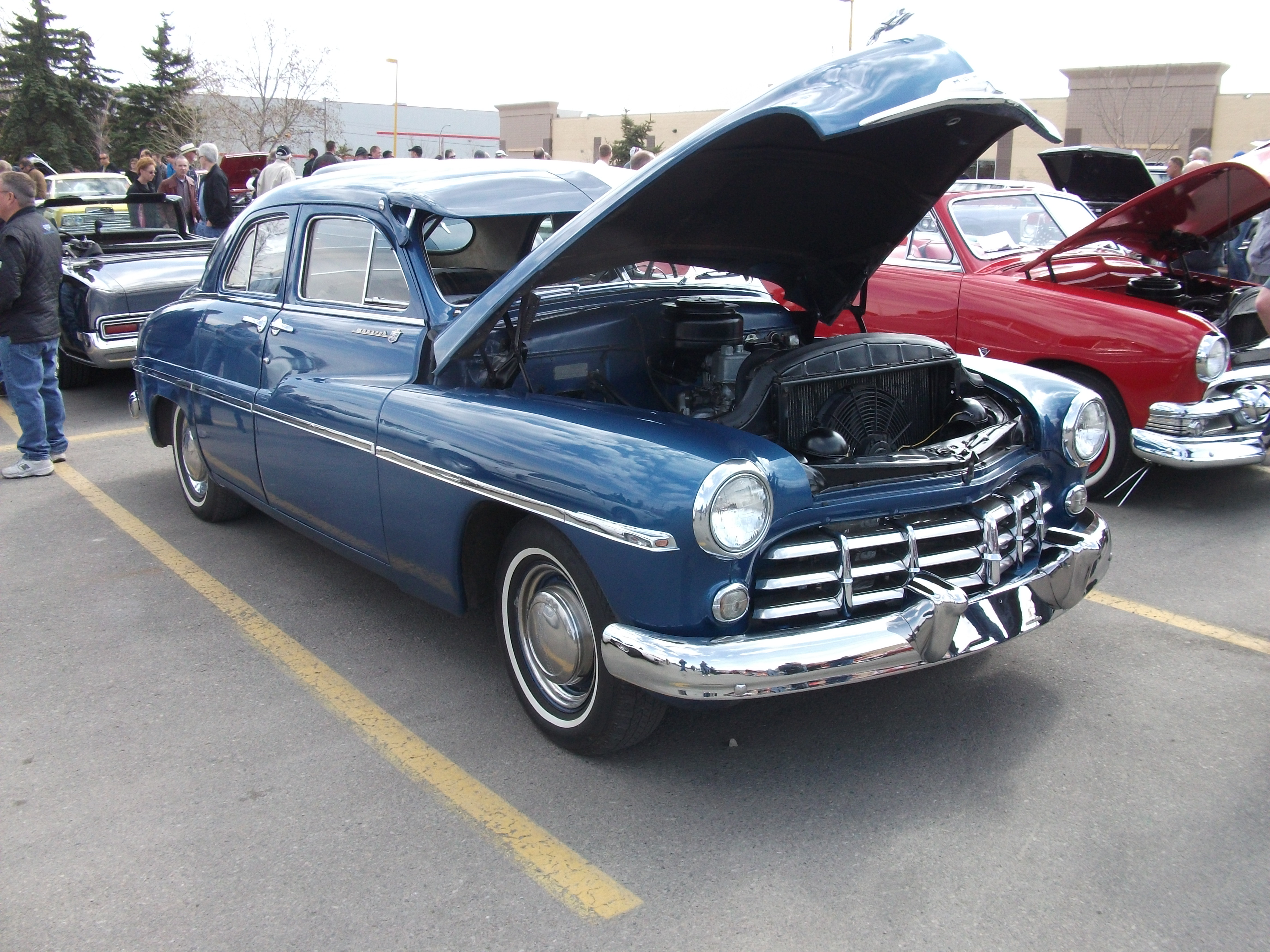
Sedan (1949).
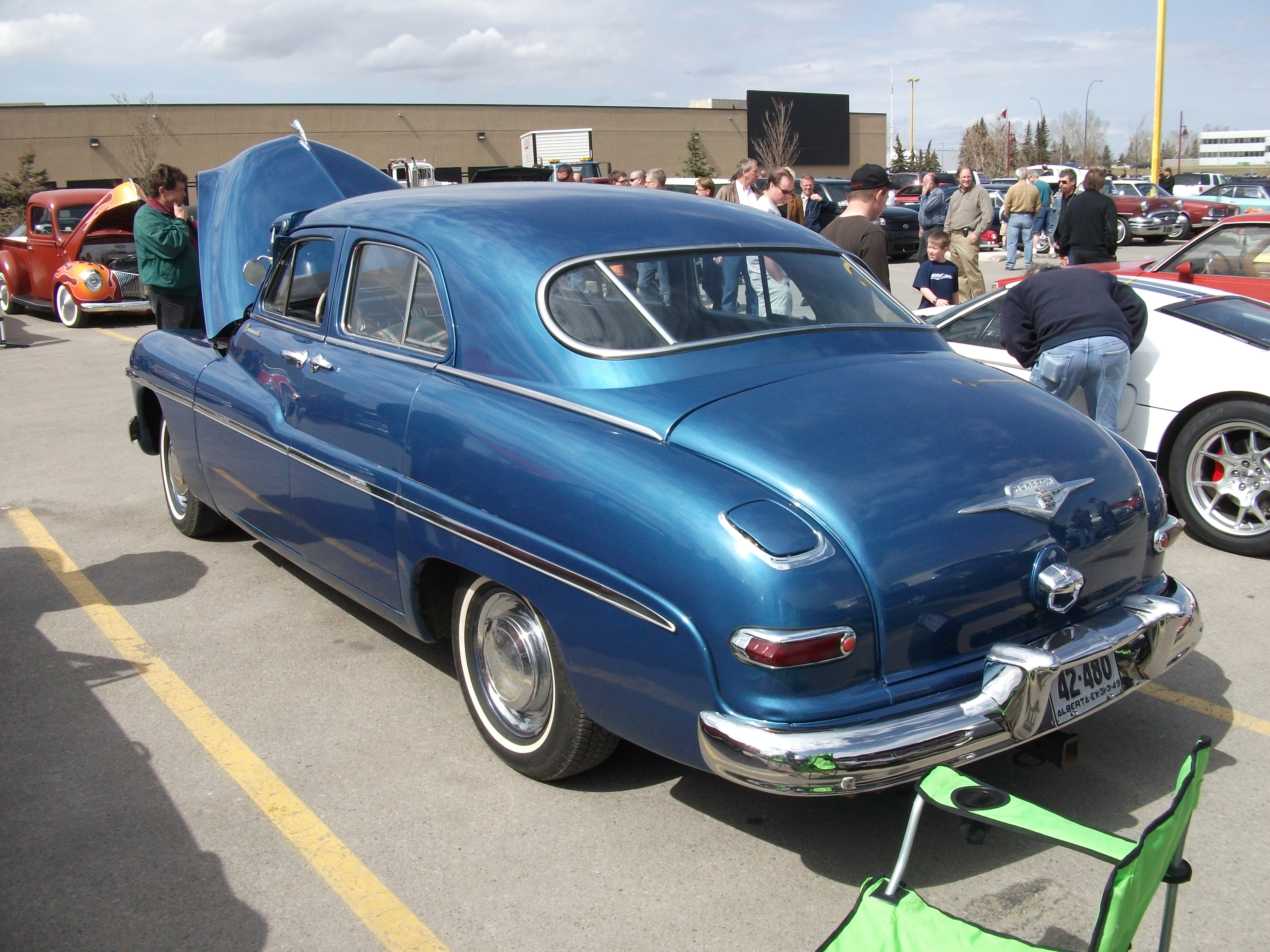
Vue arrière.
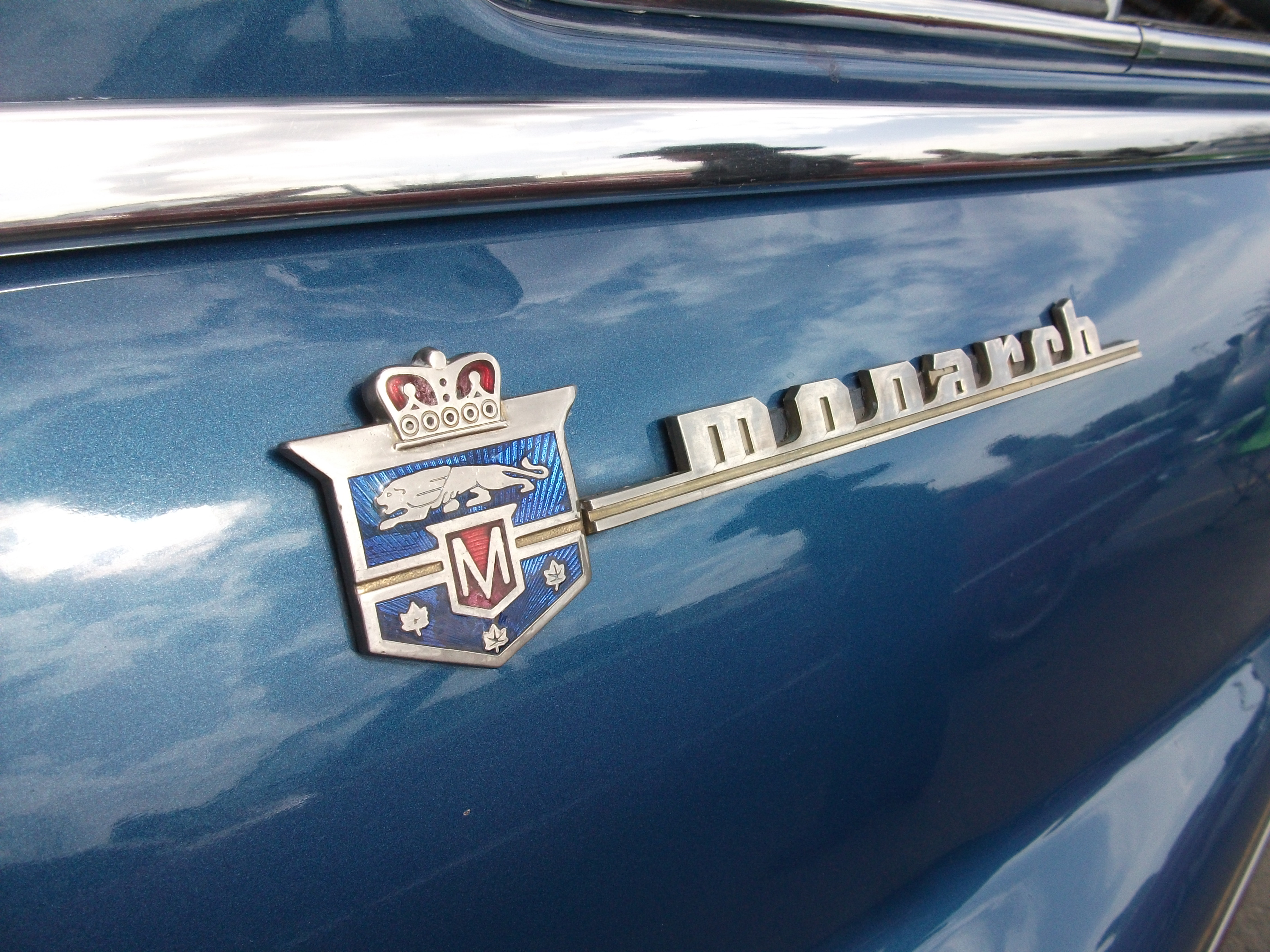
Emblème.
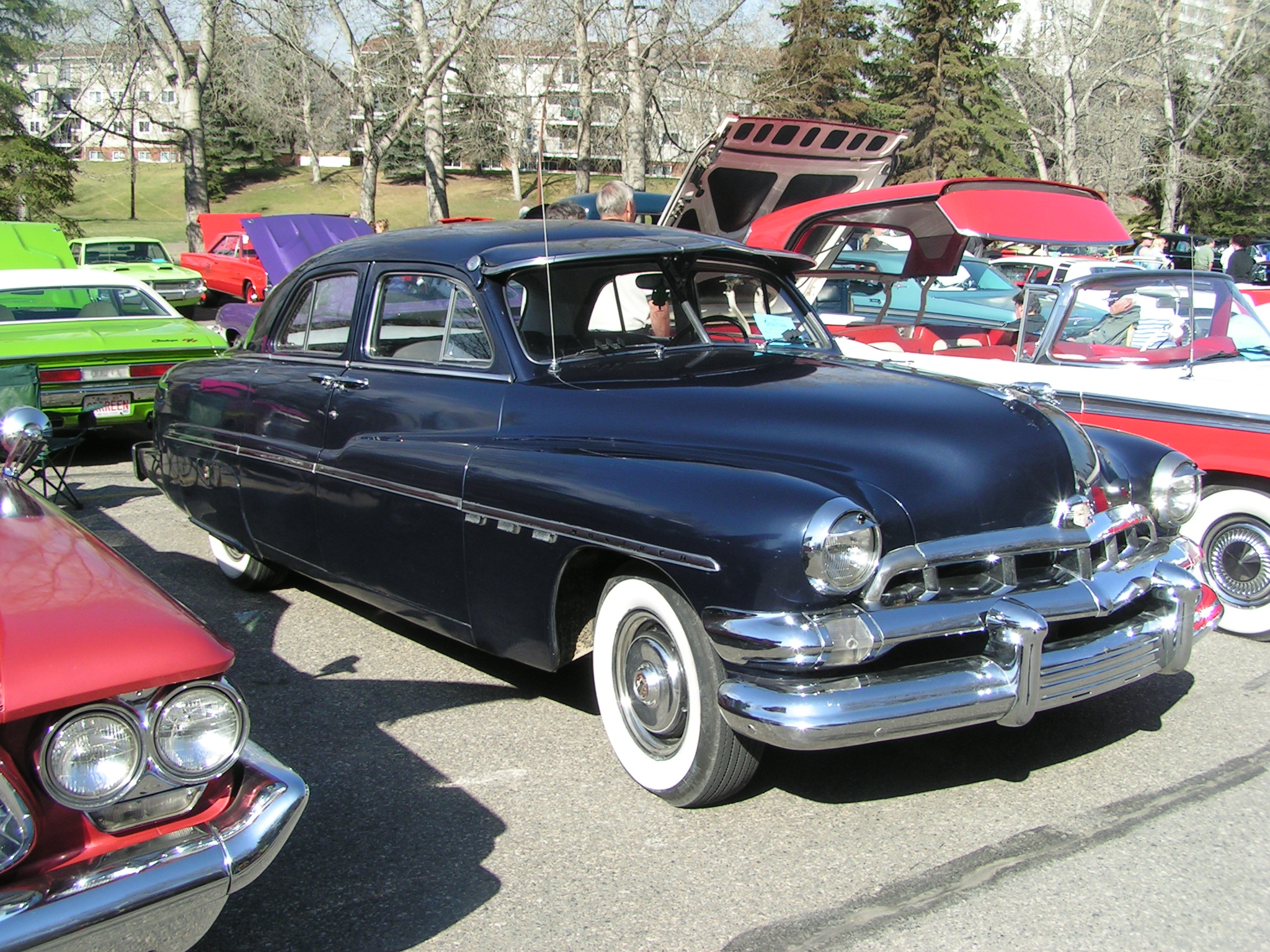
Sedan (1951).

## Anecdotes

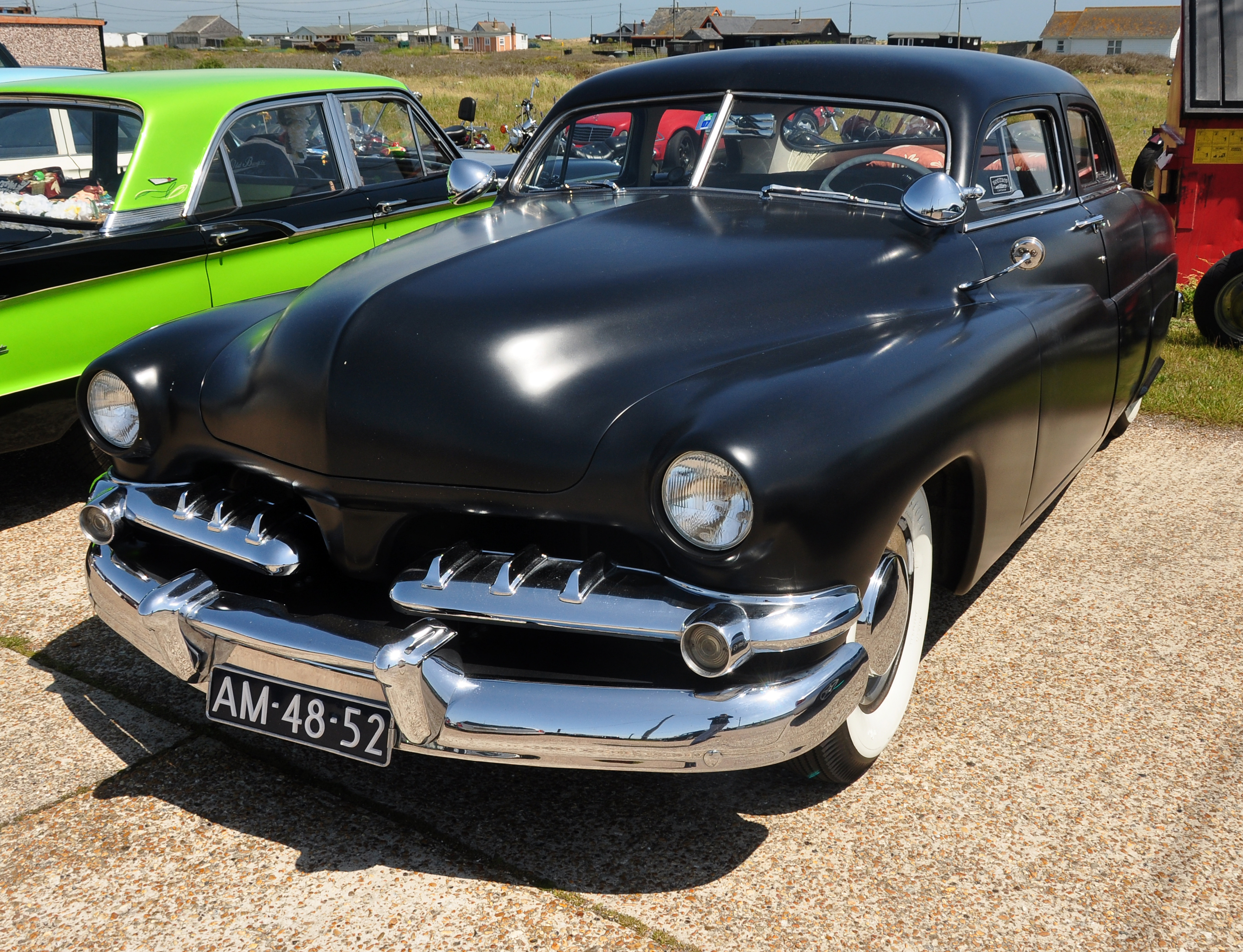
Lead sled sur base Mercury quatre portes.

Une Mercury noire coupé de 1949 constitue le véhicule principal de Jim Stark, interprété par James Dean, dans le film La Fureur de vivre. Toutefois, pour la scène de la falaise, il utilise une Ford de 1946. Ce film, sorti en 1955, a significativement accru la popularité de cette génération de Mercury au sein de la culture Kustom et des Blousons noirs.
La première Lead Sled, une voiture customisée avec une ligne abaissée, a été réalisée en 1949 par George « Sam » Barris, à partir d'une Mercury de la même année. De nombreuses Mercury des années 1949 à 1951, ainsi que des modèles d'avant-guerre, ont été modifiées en hot rods. Depuis, de nombreuses répliques, parfois en fibre de verre, ont été produites.